# Reacción de reducción de oxígeno
En química, la reacción de reducción de oxígeno se refiere a la semirreacción de reducción mediante la cual el O2 se reduce a agua o peróxido de hidrógeno. En las celdas de combustible, se prefiere la reducción a agua porque la corriente es mayor y porque evita la degradación de los catalizadores metálicos. La reacción de reducción de oxígeno está bien estudiada y es altamente eficiente en la naturaleza, siendo parte importante de la respiración celular y el ciclo del nitrógeno.

## Estequiometría
Las estequiometrías de la reacción de reducción de oxígeno, que depende del medio son: 
Ruta de 4e− en medio ácido:      {\displaystyle {\ce {O2 + 4 e- + 4H+ -> 2 H2O}}}
Ruta de 2e− en medio ácido:      {\displaystyle {\ce {O2 + 2e- + 2H+ -> H2O2}}}
Ruta de 4e− en medio alcalino:  {\displaystyle {\ce {O2 + 4e- + 2H2O -> 4 OH-}}}
Ruta de 2e− en medio alcalino:  {\displaystyle {\ce {O2 + 2e- + H2O -> HO2- + OH-}}}
Ruta de 4e− en óxido sólido:      {\displaystyle {\ce {O2 + 4e- -> 2 O^2-}}}
La reacción de 4e− es la reacción que se lleva a cabo en el cátodo de las celdas de combustible, especialmente en las celdas de combustible de membrana de intercambio de protones, las celdas de combustible alcalinas y las celdas de combustible de óxido sólido. A pesar de que la reacción de 2e− se considera como una reacción secundaria de la vía de 4e−, también puede ser usada para la producción de H2O2.

## Catalizadores

### Biocatalizadores
La reacción de reducción de oxígeno es una reacción esencial para los organismos aeróbicos. Estos organismos obtienen su energía gracias al calor de la combustión del combustible (alimento) en presencia de O2. En lugar de la combustión, los organismos dependen de secuencias de reacciones de transferencia de electrones, a menudo acopladas a la transferencia de protones. La reacción directa de combustión del O2 con el combustible se imposibilita por la reacción de reducción de oxígeno, que produce agua y adenosin trifosfato (ATP). La Citocromo c oxidasa se involucra en la reacción de reducción de oxígeno uniendo O2 a un complejo hemo-Cu. En la lacasa, el O2 se acopla y es reducido por un agregado de cuatro cobres. Tres centros de Cu se unen al O2, reduciendolo hasta formar agua, mientras que el último centro de Cu funciona como donante de electrones.

### Catalizadores heterogéneos
En las celdas de combustible, el platino es el catalizador más común. Como el platino es caro, se dispersa en un soporte de carbono, normalmente con un 20% de porcentaje en masa. Ciertas facetas del platino son más activas que otras.

### Complejos de coordinación
Los primeros catalizadores para la reacción de reducción de oxígeno se basaban en ftalocianinas de cobalto. Se han probado muchos complejos de coordinación relacionados, debido a la facilidad de los estudios teóricos en la formación de complejos dioxigeno-metal de transición, que representa el acercamiento inicial entre el O2 y el sitio metálico. Estas pequeñas moléculas demostraron buen rendimiento electrocatalitico hacia la reacción de reducción de oxígeno. Gracias a estos resultados iniciales se dio origen a una ola de investigaciones sobre pequeñas moléculas que contienen metales de transición no nobles que se con posibilidad de usarse como electrocatalizador de la reacción de reducción de oxígeno. Además de la ftalocianina, la porfirina también es un ligando adecuado para el centro metálico para proporcionar N4 parte del sitio MN4. En los biosistemas, muchas reacciones físico-químicas relacionadas con el oxígeno son llevadas a cabo por proteínas que contienen la unidad metal-profirina, como el transporte de O2, el almacenamiento de O2, la reducción de O2 y la oxidación de H2O2.

### Desarrollo y modificaciones recientes
Dado que la reacción de reducción de oxígeno en las celdas de combustible depende de catalizadores heterogéneos, es necesario el uso de sustratos conductores como los materiales carbonosos a la hora de fabricar electrocatalizadores. Para aumentar la conductividad y mejorar la interacción sustrato-catalizador, generalmente se realiza un tratamiento térmico antes del uso en las celdas de combustible. Durante el tratamiento, los sitios activos de M-N4 se agregan espontáneamente debido a la alta energía intrínseca de estos sitios monoatómicos, formando partículas de diversos tamaños que resultan en una reducción drástica de la densidad de sitios activos. Por lo tanto, aumentar la densidad del sitios activos y crear un catalizador con disperson a nivel atómico es un paso clave para mejorar la actividad del catalizador. Para solucionar este problema, se pueden utilizar algunos sustratos porosos para confinar los sitios activos o utilizar algún defecto o ligando para evitar la migración del sitio activo, reduciendo así la agregación de partículas metálicas. Mientras tanto, la estructura porosa o el defecto también serán beneficiosos para el proceso de difusiónde oxígeno.
Además de la densidad de sitios activos, la densidad electrónica del centro M en el sitio activo M-N4 también juega un papel importante en la actividad y estabilidad de un catalizador de reacción de reducción de oxígeno. Porque la densidad electrónica del centro M afecta el potencial redox, que determina la energía de activación de la reacción de reducción de oxígeno. Para modular la densidad electrónica, una forma sencilla es cambiar los ligandos acoplados al centro metálico. Por ejemplo, los investigadores descubrieron que la naturaleza de los átomos de N en los sitios activos de M-N4, es decir, que sean pirrólicos, piridínicos o grafíticos puede afectar el rendimiento del catalizador. Además, algunos heteroátomos como S, P distintos de N también se pueden utilizar para modular la densidad electrónica, ya que estos átomos tienen diferente electronegatividad y configuración electrónica, causando un cambio en el momento dipolar del centro metálico.